# Hexatoma (Eriocera) amazonicola
Hexatoma (Eriocera) amazonicola is een tweevleugelige uit de familie steltmuggen (Limoniidae). De soort komt voor in het Neotropisch gebied.